# Гури-Ключковіцькі
Гури-Ключковіцькі (пол. Góry Kluczkowickie) — село в Польщі, у гміні Ополе-Любельське Опольського повіту Люблінського воєводства.
Населення — 256 осіб (2011).

## Демографія
Демографічна структура станом на 31 березня 2011 року:
|          | Загалом | Допрацездатний вік | Працездатний вік | Постпрацездатний вік |
| -------- | ------- | ------------------ | ---------------- | -------------------- |
| Чоловіки | 127     | 29                 | 87               | 11                   |
| Жінки    | 129     | 14                 | 83               | 32                   |
| Разом    | 256     | 43                 | 170              | 43                   |